# 片岡奨人
片岡 奨人（かたおか しょうと、1997年11月16日 - ）は、北海道二海郡八雲町出身の元プロ野球選手（外野手）。右投左打。

## 経歴

### プロ入り前
札幌日本大学高等学校時代は2年秋の全道大会にベスト4に進出したのが最高成績で、甲子園出場経験はない。
高校卒業後は東日本国際大学に進学し、3年の秋季リーグから主将を務め、同大学を初の明治神宮野球大会出場に導いた。3年時と4年時には全日本大学野球選手権大会に出場しており、14打数6安打を記録。4年の春季リーグではMVPを受賞した。
2019年10月17日に行われたプロ野球ドラフト会議では、北海道日本ハムファイターズから7位指名を受け、11月14日に契約金2000万円、年俸700万円（推定）で仮契約を結んだ。背番号は67。

### プロ入り後
2020年は、一軍への昇格はなくイースタン・リーグで56試合に出場し打率.230、0本塁打、18打点、3盗塁を記録した。
2021年は、イースタン・リーグ62試合の出場で打率.239、3本塁打、20打点を記録したが、この年も一軍昇格は無かった。
2022年は、5月5日までにイースタン・リーグで24試合の出場で打率.238、3本塁打、12打点を記録し、同日に自身初の一軍登録された。同日の東北楽天ゴールデンイーグルス戦（札幌ドーム）に、前日負傷離脱した近藤健介に代わり「9番・左翼手」としてプロ初出場・初先発出場を果たす。しかし、3試合の出場で5打数無安打4三振と結果を残せず、同11日に登録抹消された。その後、野村佑希の発熱により、「特例2022」の代替指名選手として7月21日に再び一軍昇格。「7番・右翼手」で先発出場した8月7日のオリックス・バファローズ戦（京セラドーム大阪）では、2回表に中村勝から右前安打を放ち、自身通算10試合目、14打席目にしてプロ初安打を記録。6回にも中前安打を放ち、2安打2得点の活躍を見せた。しかし、一軍成績は13試合の出場で打率.125に終わり、8月15日に登録抹消され、10月3日には球団から戦力外通告を受けた。現役引退を決意し、チーム管理部門の球団職員（新設の役職であるチーム管理部チーム管理）に転身した。

## 選手としての特徴
50メートル走は6秒を切り、遠投は110メートルの強肩を誇る。名前は「奨人（しょうと）」であるが、遊撃手としては中学校時代に諦め外野手に転向している。外野手としては左翼手、中堅手、右翼手3ポジションを守ることができる。打撃では広角に打ち分けるバットコントロールに加え、パンチ力に確実性を揃える。

## 詳細情報

### 年度別打撃成績
| 年 度     | 球 団     | 試 合 | 打 席 | 打 数 | 得 点 | 安 打 | 二 塁 打 | 三 塁 打 | 本 塁 打 | 塁 打 | 打 点 | 盗 塁 | 盗 塁 死 | 犠 打 | 犠 飛 | 四 球 | 敬 遠 | 死 球 | 三 振 | 併 殺 打 | 打 率 | 出 塁 率 | 長 打 率 | O P S |
| --------- | --------- | ----- | ----- | ----- | ----- | ----- | -------- | -------- | -------- | ----- | ----- | ----- | -------- | ----- | ----- | ----- | ----- | ----- | ----- | -------- | ----- | -------- | -------- | ----- |
| 2022      | 日本ハム  | 13    | 24    | 24    | 2     | 3     | 1        | 0        | 0        | 4     | 0     | 0     | 0        | 0     | 0     | 0     | 0     | 0     | 11    | 0        | .125  | .125     | .167     | .292  |
| 通算：1年 | 通算：1年 | 13    | 24    | 24    | 2     | 3     | 1        | 0        | 0        | 4     | 0     | 0     | 0        | 0     | 0     | 0     | 0     | 0     | 11    | 0        | .125  | .125     | .167     | .292  |

### 年度別守備成績
| 年 度 | 球 団    | 外野  | 外野  | 外野  | 外野  | 外野  | 外野     |
| 年 度 | 球 団    | 試 合 | 刺 殺 | 補 殺 | 失 策 | 併 殺 | 守 備 率 |
| ----- | -------- | ----- | ----- | ----- | ----- | ----- | -------- |
| 2022  | 日本ハム | 10    | 9     | 0     | 0     | 0     | 1.000    |
| 通算  | 通算     | 10    | 9     | 0     | 0     | 0     | 1.000    |

### 記録
初記録
- 初出場・初先発出場：2022年5月5日、対東北楽天ゴールデンイーグルス9回戦（札幌ドーム）、9番・左翼手で先発出場
- 初打席：同上、2回裏に岸孝之から空振り三振
- 初安打：2022年8月7日、対オリックス・バファローズ19回戦（京セラドーム大阪）、2回表に中村勝から右前安打

### 背番号
- 67（2020年 - 2022年）

### 登場曲
- 「揺れる想い」ZARD (2022年)